# 堀江信男
堀江 信男（ほりえ のぶお、1938年5月18日 - ）は、日本近代文学研究者、茨城キリスト教大学名誉教授。石川啄木賞受賞。

## 人物・経歴
茨城県生まれ。1962年立教大学文学部日本文学卒、1967年同大学院文学研究科日本近代文学専攻博士課程中退。
2009年まで茨城キリスト教大学教授。1990年国際啄木学会理事、2000年岩手日報社石川啄木賞受賞。

## 著書
- 高村光太郎 清水書院 1966 (センチュリーブックス)
- 石川啄木 清水書院 1966 (センチュリーブックス)
- 石川啄木論考 笠間書院 1971 (笠間叢書)
- 石川啄木の人と文学 笠間書院 1975 (笠間選書)
- 茨城の近代文学 地方文学史の試み 笠間書院 1976.12 (笠間選書)
- 伊藤左千夫 清水書院 1980.12 (Century books)
- 茨城の文学と風土 桜楓社 1986.11
- 近代文学を担った人々 茨城・人と作品 筑波書林 1988.3 (ふるさと文庫)
- いばらき文学への18章 歴史と風土・現在と展望　筑波書林 1990 (ふるさと文庫)
- 山村暮鳥の文学 筑波書林 1994.5
- 常世の国茨城 文学に描かれた風土 筑波書林 1996.1
- 高村光太郎論 典型的日本人の詩と真実 おうふう 1996.2
- 石川啄木 地方、そして日本の全体像への視点 おうふう 1999.3

## 共編著
- 近代化と人間の諸問題 金原左門共編 中央大学出版部 1974 (UL双書)
- 茨城の文学 塙作楽共編 笠間書院 1975 (笠間撰書)
- 茨城近代文学選集 1(明治の文学) 常陽新聞社 1977.10
- 霞ケ浦と文学 第2巻 (近代散文編) 常陽新聞新社 2004.3

## 参考
- 文藝年鑑2007
- J-GLOBAL 研究者情報